# Боал, Дональд
Дональд Гордон (Дон) Боал (англ. Donald Gordon "Don" Boal; 20 сентября 1907 или 20 июля 1907, Торонто — 31 июля 1953, Оттава) — канадский гребец, выступавший за сборную Канады по академической гребле в начале 1930-х годов. Бронзовый призёр летних Олимпийских игр в Лос-Анджелесе, обладатель бронзовой медали Игр Британской империи в Гамильтоне, победитель многих региональных соревнований в составе гамильтонского лодочного клуба «Леандер». Также известен как тренер по академической гребле.

## Биография
Дональд Боал родился 20 сентября 1907 года в городе Торонто провинции Онтарио, Канада.
Занимался академической греблей в лодочном клубе «Леандер» в Гамильтоне, в составе которого неоднократно становился победителем и призёром различных соревнований регионального значения.
Первого серьёзного успеха на международном уровне добился в сезоне 1930 года, когда вошёл в основной состав канадской национальной сборной и выступил на домашних Играх Британской империи в Гамильтоне, где стал бронзовым призёром в восьмёрках — уступил здесь только экипажам из Англии и Новой Зеландии.
Наивысшего успеха как спортсмен добился в 1932 году, когда со своим клубом выиграл Королевскую канадскую регату Хенли и благодаря череде удачных выступлений удостоился права защищать честь страны на летних Олимпийских играх в Лос-Анджелесе. В программе распашных рулевых восьмёрок вместе с гребцами Эрлом Иствудом, Джозефом Харрисом, Стэнли Станьяром, Гарри Фраем, Седриком Лидделлом, Уильямом Тобурном, Альбертом Тейлором и рулевым Лесом Макдональдом занял второе место в предварительном квалификационном заезде, уступив более четырёх секунд экипажу Соединённых Штатов, собранному из студентов Калифорнийского университета в Беркли, и не смог отобраться в финал напрямую. Тем не менее, в дополнительном отборочном заезде одержал убедительную победу, опередив команды из Германии и Японии — тем самым всё же вышел в финальную стадию соревнований. В решающем финальном заезде безоговорочными лидерами стали американцы и итальянцы, завоевавшие золотые и серебряные медали соответственно, тогда как канадцы в напряжённой борьбе за третье место всего на 0,4 секунды опередили титулованных гребцов из Великобритании, победителей нескольких последних Королевских регат Хенли. Дональд Боал, таким образом, вместе со своей командой стал обладателем бронзовой олимпийской медали.
После лос-анджелесской Олимпиады Боал ещё в течение четырёх лет оставался действующим спортсменом и вплоть до 1936 года продолжал неизменно выигрывать Королевскую канадскую регату Хенли. Кроме того, в качестве запасного гребца он присутствовал на Олимпийских играх в Берлине, однако выступить здесь ему в итоге так и не довелось.
По завершении спортивной карьеры занимался бизнесом, в связи с работой некоторое время проживал в Калгари, затем в 1939 году переехал в Оттаву, где помимо своей основной работы также тренировал местный гребной клуб. Во время Второй мировой войны служил в полицейском корпусе Канадской армии — был уволен из-за конфликта на службе в звании сержанта, после чего вернулся в Оттаву. В послевоенное время в качестве тренера возглавлял гребную команду Оттавского университета.
Погиб в дорожно-транспортном происшествии в Оттаве 31 июля 1953 года в возрасте 45 лет.